# Streepkapmiersluiper
De streepkapmiersluiper (Terenura maculata) is een vogel uit de familie Thamnophilidae (miervogels).

## Verspreidingsgebied
De streepkapmiersluiper komt voor in noordoostelijk Argentinië, zuidoostelijk Brazilië en oostelijk Paraguay.

## Status
De grootte van de populatie is niet gekwantificeerd maar de soort wordt omschreven als vrij algemeen. Op de Rode lijst van de IUCN heeft deze soort de status niet bedreigd.